# Bucșani (Dâmbovița)
Bucşani es una comuna ubicada en el distrito de Dâmbovița, Rumania.

## Superficie
Posee una superficie de 58,09 kilómetros cuadrados.

## Demografía
Hasta 2021 la población era de 6092 habitantes, con una densidad de población de 104,9 habitantes por kilómetro cuadrado.